# Temple de Fiesole
Le Temple de Fiesole  (en italien Tempio di Fiesole)  est un temple étrusque situé à Fiesole dans la province de Florence en Toscane (Italie).

## Histoire
Le site a été l'objet de fouilles au début du XXe siècle. Le temple étrusco-romain a été construit entre la seconde moitié du IVe et le IIe siècle av. J.-C. bien que la zone ait été utilisée pour des rituels sacrés au moins depuis le VIIe siècle av. J.-C. Il est fort probable que le site ait été l'ancien Capitolium de Fiesole.
À l'époque républicaine, le temple a été reconstruit, agrandi sur les deux ailes et à l'avant, en réutilisant une partie des murs existants.

## Description
Le Temple de Fiesole a  une forme rectangulaire avec une cella centrale et deux ailes latérales.
La cella du temple est la partie la plus ancienne et est divisée en trois parties, ce qui suggère que le temple a été consacré à Jupiter, Junon et à Minerve (cette dernière attribition est presque sûre car une statue en bronze de style hellénistique représentant un hibou a été trouvée à proximité, qui est conservée maintenant au Museo archeologico di Fiesole.

« Le complexe a été consacré à une divinité guérisseuse, les objets trouvés lors des fouilles, les têtes, les jambes, les pieds sont certainement des anciens objets votifs permettant par la consécration d'objets symbolisant des parties malades d'obtenir la guérison de celles-ci. »

— Guglielmo Maetzke.
Devant le temple, se trouve un petit autel en grès décoré dont la date d'origine est comprise entre les IVe et IIIe siècles av. J.-C.
Les gradins, bien conservés, à sept marches, mènent au stylobate où se trouvaient les colonnes du porche surmonté par le fronton du temple.
La plus longue partie du stylobate fait penser que le temple correspondait avec le portique du Collegium.
À gauche se trouvent les fondements de trois autres colonnes du portique entourant la cella.

## Autres trouvailles
Sur le site ont aussi été découverts :
- Des pièces de bronze et d'argent (IIIe et Xe siècles av. J.-C.)
- Les restes d'une nécropole de l'ère lombarde (VIIe et VIIIe siècles) sur une partie de la cella.
- Les ruines d'un temple chrétien, construit sur les vestiges antiques du IIIe siècle.

Le site fait partie du site archéologique de Fiesole.

## Sources
- (it) Cet article est partiellement ou en totalité issu de l’article de Wikipédia en italien intitulé « Area archeologica di Fiesole » (voir la liste des auteurs).